# Oszustwo (serial telewizyjny)
Oszustwo(ang. Deception) (2013) – amerykański serial obyczajowo-kryminalny stworzony przez Liz Heldens. Wyprodukowany przez Universal Television i BermanBraun.
Światowa premiera serialu miała miejsce 7 stycznia 2013 roku na antenie NBC.

 W Polsce serial jest emitowany od 7 marca 2015 roku przez TVP1

## Opis fabuły
Kiedy bogata celebrytka Vivian Bowers umiera na skutek przedawkowania, nikt nie jest zaskoczony. Jednak agent FBI Will Moreno (Laz Alonso) jest przekonany, że dziewczyna została zamordowana. Z pomocą detektyw Joanny Locasto (Meagan Good) chce dowieść prawdy.

## Obsada

### Główni
- Meagan Good jako detektyw Joanna Locasto
- Victor Garber jako Robert Bowers
- Katherine LaNasa jako Sophia Bowers
- Tate Donovan jako Edward Bowers
- Marin Hinkle jako Samantha Bowers[3]
- Laz Alonso jako Will Moreno
- Ella Rae Peck jako Mia Bowers
- Wes Brown jako Julian Bowers[6]

### Pozostali
- S. Epatha Merkerson jako Beverly Padget, matka Joanny[7]
- John Larroquette jako Dwight Haverstock[8]
- Bree Williamson jako Vivian Bowers
- Geoffrey Cantor jako Tom Vanderfield

## Spis odcinków
| Sezon | Sezon | Odcinki | Oryginalna emisja | Oryginalna emisja | Oryginalna emisja | Oryginalna emisja | Oryginalna emisja |
| Sezon | Sezon | Odcinki | Premiera sezonu   | Finał sezonu      | Premiera sezonu   | Finał sezonu      |                   |
| ----- | ----- | ------- | ----------------- | ----------------- | ----------------- | ----------------- | ----------------- |
|       | 1     | 11      | 7 stycznia 2013   | 18 marca 2013     | 7 marca 2015      | 23 maja 2015      |                   |

### Sezon 1 (2013)
| #  | Tytuł                            | Reżyseria        | Scenariusz                | Premiera         | Premiera         |
| -- | -------------------------------- | ---------------- | ------------------------- | ---------------- | ---------------- |
| 1  | Pilot                            | Peter Horton     | Liz Heldens               | 7 stycznia 2013  | 7 marca 2015     |
| 2  | Nothing's Free, Little Girl      | Jonas Pate       | Liz Heldens               | 14 stycznia 2013 | 14 marca 2015    |
| 3  | A Drop of Blood and a Microscope | Jonas Pate       | Peter Elkoff              | 21 stycznia 2013 | 21 marca 2015    |
| 4  | One, Two, Three…One, Two, Three  | Dan Lerner       | Alexandra Cunningham      | 28 stycznia 2013 | 28 marca 2015    |
| 5  | Why Wait                         | Andrew Bernstein | Jordan Hawley             | 4 lutego 2013    | 11 kwietnia 2015 |
| 6  | Don't Be a Dummy                 | Michael Schultz  | Kath Lingenfelter         | 11 lutego 2013   | 18 kwietnia 2015 |
| 7  | Tell Me                          | Tate Donovan     | Brent Fletcher            | 18 lutego 2013   | 25 kwietnia 2015 |
| 8  | Stay With Me                     | Jonas Pate       | Monica Macer              | 25 lutego 2013   | 2 maja 2015      |
| 9  | Good Luck With Your Death        | Jonas Pate       | Jessica Goldberg          | 4 marca 2013     | 9 maja 2015      |
| 10 | You're the Bad Guy               | Gloria Muzio     | Kevin J. Hynes            | 11 marca 2013    | 16 maja 2015     |
| 11 | I'll Start With the Hillbilly    | Jonas Pate       | Liz Heldens, Peter Elkoff | 18 marca 2013    | 23 maja 2015     |